# Paulina Barzycka
Paulina Barzycka (ur. 18 marca 1986 w Lublinie) – polska pływaczka specjalizująca się w stylu dowolnym na 100 i 200 metrów, finalistka igrzysk olimpijskich.
Na mistrzostwach Europy juniorów w 2002 wywalczyła brązowy medal w sztafecie 4 × 100 metrów stylem dowolnym. W następnym roku podczas mistrzostw świata w Barcelonie na dystansie 100 metrów stylem dowolnym Barzycka doszła do półfinału.
Na igrzyskach olimpijskich w Atenach w 2004 roku zajęła czwarte miejsce na 200 m stylem dowolnym. Do brązowego medalu zabrakło jej tylko 0,17 s. Uzyskała wtedy rezultat 1:58:62. Startowała też na 100 m stylem dowolnym, ale odpadła w eliminacjach.
Podczas mistrzostw Europy na krótkim basenie w Trieście w 2005 zdobyła brązowy medal na 200 m stylem dowolnym. Na Mistrzostwach Europy w Budapeszcie 2006 zajęła wraz z koleżankami drugie miejsce w sztafecie 4 × 200 m.
Uczestniczka Igrzysk Olimpijskich w Pekinie w 2008 roku. Zawodniczka klubu KS Olimpia Lublin. 